# خزان (کتاب)
خزان (انگلیسی: Autumn) رمانی با فرم جریان سیال ذهن، اثر نویسندهٔ اسکاتلندی، آلی اسمیت است که نخستین بار انتشارات هَمیش همیلتون در سال ۲۰۱۶ آن را در انگلستان منتشر کرد. این اثر اولین کتاب از سری چهارگانهٔ فصل‌هاست و به موضوعات مختلفی هم‌چون هنر، ادبیات، طبیعت، عشق، سیاست و اجتماع می‌پردازد. کتاب خزان کمی پس از «همه‌پرسی ِ عضویت بریتانیا در اتحادیه اروپا» به‌چاپ رسید و به‌عنوان اولین «رمانِ پس از Brexit» بسیار مورد توجه قرار گرفت، زیرا به همان مسایلی می‌پرداخت که پس از تصمیم رأی‌دهندگان در جامعه مطرح شده بود. در ماه ژوئیه سال ۲۰۱۷، خزان در لیست بلند جایزه ادبی من بوکر ۲۰۱۷ قرار گرفت و در سپتامبر ۲۰۱۷ به‌عنوان یکی از شش کتاب فینالیست معرفی شد. کتاب خزان در همان سال به لیست کاندیداهای جایزه ادبی Gordon Burn نیز راه پیدا کرد.
این کتاب از سوی نیویورک تایمز، گاردین،فایننشال تایمز،واشینگتن پست، اِن‌پی‌آر، کِرکوس‌ریویوز ، Southern Living، شیکاگو تریبون، Milwaukee Journal Sentinel، اسلِیت و The Morning News به‌عنوان یکی از کتاب‌های برگزیدهٔ سال‌های ۲۰۱۶ و ۲۰۱۷ انتخاب شد.
نشریهٔ گاردین در سال ۲۰۱۹، کتاب خزان را هشتمین کتاب برتر قرن ۲۱ معرفی کرد.
در ایران، این کتاب را انتشارات روزبهان با ترجمه‌‌ی آرمین کاظمیان، در پاییز ۱۳۹۹ روانه‌ی بازار کرده است.

## طرح داستان
دنیل گلاک، ترانه‌سرای قدیمی ۱۰۱ ساله، در مرکز نگهداری و مراقبت خوابیده است و رویا می‌بیند. الیزابت دیمند ۳۲ ساله، که پیش‌ترها دختربچه‌ای در همسایگی دنیل بوده، مرتب به ملاقات او می‌رود. مادر الیزابت مخالف این دوستی ِ زودهنگام بود، بااین‌حال الیزابت رابطه‌ای صمیمی با دنیل برقرار کرده بود و از توضیحات او در مورد آثار هنری، الهام می‌گرفت. در نتیجه‌ی تأثیراتی که دنیل روی او داشت، الیزابت درحال‌حاضر استاد تازه‌کار هنر در دانشگاه لندن است. یکی از شخصیت‌های اصلی رمان، پاولین بوتی، هنرمندِ هنر مردمی در دهه‌ی شصت میلادی‌ست که سال‌ها پیش‌تر فوت کرده و موضوع ِ پایان‌نامه‌ی الیزابت است. روایت کتاب، اغلب بین رویاهای طولانی دنیل، که به آستانه‌ی مرگ نزدیک می‌شود، و بازیابی ِ دوباره‌ی ریشه‌های این دوستی و پیامدهایش، از سوی الیزابت، جابه‌جا می‌شود.

## نقدها
جوانا کاونا در گاردین نوشت: «فکر می‌کنم اسمیت از فناپذیری می‌گوید و نیز از زودگذر، شگفت‌آور و دور از انتظار بودنِ زندگی؛ بااین‌حال قوانین دنیای بیرونی، انسان‌های فانیِ بی‌همتایی را به بند می‌کشند و ناچارشان می‌کنند وقت خود را صرف به‌دست آوردنِ حداقل دستمزد، و اندازه‌گیریِ عکس‌های گذرنامه با خط‌کش کنند. اسمیت در خاطراتِ جسته‌گریخته و عوالم خیالش، آرزوهای پنهانِ شخصیت‌هایش را آشکار می‌کند؛ رنج‌شان را، شوق امیدوارانه‌شان و ترس‌شان از مرگ را».
در روزنامه فایننشال تایمز، الکس پرستون نوشت: «خزان، رمان ایده‌هاست و چیزی که موجب می‌شود به ورق زدنِ کتاب ادامه بدهیم، روایت داستان نیست. آنچه خواننده را درگیرِ خود می‌کند، شیوه‌ای‌ست که اسمیت ما را به اعماق دنیای الیزابت می‌کشانَد و راهی‌ست که دنیلِ دوست‌داشتنی و مهربان، به‌شکل غیرمستقیم، زندگی‌ها را نشان‌مان می‌دهد». پرستون، این‌گونه به حرف‌هایش پایان داد که: «نویسندگان معدودی به ذهنم می‌رسند ـ یکی‌شان ویرجینیا وولف، دیگری هم جیمز سالتر ـ که می‌توانند تنها با گفته‌های شخص، روایتی را پیش ببرند. استفادهٔ اسمیت از گفتمانِ غیرمستقیم آزاد، یعنی سبکِ سوم‌شخص ِنزدیکی که خواننده را در آن واحد، هم همراه و هم جدای از شخصیت‌های او قرار می‌دهد، بدین معنی‌ست که خزان باوجود همهٔ تأمل‌برانگیز بودن‌اش، به‌هیچ‌وجه کتاب دشواری نیست».
لوسی اسکولز در ایندیپندنت به این نتیجه رسید که: «آلی اسمیت که پیش از این به‌عنوان یکی از خلاق‌ترین نویسندگان در بریتانیای امروز مورد پذیرش قرار گرفته بود، در تازه‌ترین رمانش، خزان، خود را در جایگاه یکی از نخبه‌ترین رویدادنگاران کشور، که انگشتانش نبض ِ رخدادهای اجتماعی سیاسی را کاملاً در دست دارند، به اثبات می‌رسانَد».